# Nesogonia blackburni
Nesogonia blackburni – gatunek ważki z rodziny ważkowatych (Libellulidae); jedyny przedstawiciel rodzaju Nesogonia. Endemit Hawajów; stwierdzony na wszystkich sześciu głównych wyspach archipelagu, ale nigdy nie był gatunkiem pospolitym.